# Paid tha Cost to Be da Bo$$
Paid tha Cost to Be da Bo$$ ist das sechste Studioalbum des US-amerikanischen Rappers Snoop Dogg. Es erschien am 26. November 2002 bei Priority und Capitol Records sowie bei seinem Label Doggystyle Records. Weltweit wurde das Album über 1,3 Millionen Mal verkauft.

## Titelliste
| Nr. | Titel                                                             | Produzenten                | Länge |
| --- | ----------------------------------------------------------------- | -------------------------- | ----- |
| 1.  | Don Doggy                                                         |                            | 0:42  |
| 2.  | Da Bo$$ Would Like to See You                                     | E-Swift                    | 1:59  |
| 3.  | Stoplight                                                         | Jelly Roll                 | 4:26  |
| 4.  | From tha Chuuuch to da Palace (feat. Pharrell Williams)           | The Neptunes               | 4:40  |
| 5.  | I Believe in You (feat. LaToiya Williams)                         | Hi-Tek                     | 4:34  |
| 6.  | Lollipop (feat. Jay-Z, Soopafly & Nate Dogg)                      | Just Blaze                 | 3:48  |
| 7.  | Ballin’ (feat. The Dramatics & Lil’ ½ Dead)                       | Battlecat                  | 5:19  |
| 8.  | Beautiful (feat. Pharrell Williams & Charlie Wilson)              | The Neptunes               | 4:58  |
| 9.  | Paper’d Up (feat. Kokane & Traci Nelson)                          | Fredwreck                  | 3:50  |
| 10. | Wasn’t Your Fault (feat. Ginuwine)                                | L.T. Hutton                | 4:30  |
| 11. | Bo$$ Playa                                                        | Fredwreck                  | 5:53  |
| 12. | Hourglass (feat. Kokane & Goldie Loc)                             | Jelly Roll                 | 4:20  |
| 13. | The One and Only                                                  | DJ Premier                 | 3:49  |
| 14. | I Miss That Bitch (feat. E-White)                                 | Hi-Tek                     | 3:12  |
| 15. | From Long Beach 2 Brick City (feat. Redman & Nate Dogg)           | Fredwreck                  | 3:43  |
| 16. | Suited N Booted                                                   | Meech Wells, Keith Clizark | 3:16  |
| 17. | You Got What I Want (feat. Charlie Wilson, Goldie Loc & Ludacris) | Jelly Roll                 | 3:36  |
| 18. | Batman & Robin (feat. The Lady of Rage & RBX)                     | DJ Premier                 | 5:03  |
| 19. | A Message 2 Fat Cuzz                                              |                            | 1:40  |
| 20. | Pimp Slapp’d                                                      | Josef Laimberg             | 5:42  |
| 21. | Mission Cleopatra (feat. Jamel Debbouze)                          | Daz Dillinger              | 3:51  |

## Rezeption
Insgesamt erhielt das Album allgemein positive Kritiken. Im Gesamtrating von Metacritic erhielt das Album 76 von 100 Punkten. John Bush, von Allmusic, verlieh dem Album 4,5 von 5 möglichen Sternen, wobei das Album von Anthony Bozza, vom Rolling Stone, nur drei von fünf Sternen bekam. Jon Caramanica von Entertainment Weekly bewertete das Album mit einem A- und schrieb: „Snoop ist wieder geboren, ein Großvater in Zurücklehnung“.

## Kommerzieller Erfolg
In den US-amerikanischen Billboard 200 erreichte das Album Platz 12 in den US-Charts. Mit über einer Million verkauften Exemplaren erhielt das Album in den Vereinigten Staaten zusätzlich die Platin-Schallplatte. In den britischen Albumcharts erreichte das Album Position 64. In Deutschland und der Schweiz erreichte das Album jeweils Platz 46 und 48 der Albumcharts. In den dänischen und neuseeländischen Charts konnte sich das Album auf Platz 27 platzieren. In Frankreich debütierte das Album auf Platz 17 der Albumcharts und hielt sich dort weitere 23 Wochen.

### Chartplatzierungen
| ChartsChartplatzierungen       | Höchstplatzierung | Wochen |
| ------------------------------ | ----------------- | ------ |
| Deutschland (GfK)              | 46 (12 Wo.)       | 12     |
| Schweiz (IFPI)                 | 48 (15 Wo.)       | 15     |
| Vereinigte Staaten (Billboard) | 12 (36 Wo.)       | 36     |
| Vereinigtes Königreich (OCC)   | 64 (16 Wo.)       | 16     |

| ChartsJahrescharts (2003)      | Platzierung |
| ------------------------------ | ----------- |
| Vereinigte Staaten (Billboard) | 60          |

### Auszeichnungen für Musikverkäufe
| Land/Region                  | Auszeichnungen für Musikverkäufe (Land/Region, Auszeichnung, Verkäufe) | Verkäufe  |
| ---------------------------- | ---------------------------------------------------------------------- | --------- |
| Frankreich (SNEP)            | Gold                                                                   | 100.000   |
| Kanada (MC)                  | Gold                                                                   | 50.000    |
| Vereinigte Staaten (RIAA)    | Platin                                                                 | 1.210.000 |
| Vereinigtes Königreich (BPI) | Gold                                                                   | 100.000   |
| Insgesamt                    | 3× Gold · 1× Platin ·                                                  | 1.460.000 |

Hauptartikel: Snoop Dogg/Auszeichnungen für Musikverkäufe